# Jagdhaus Gabelbach

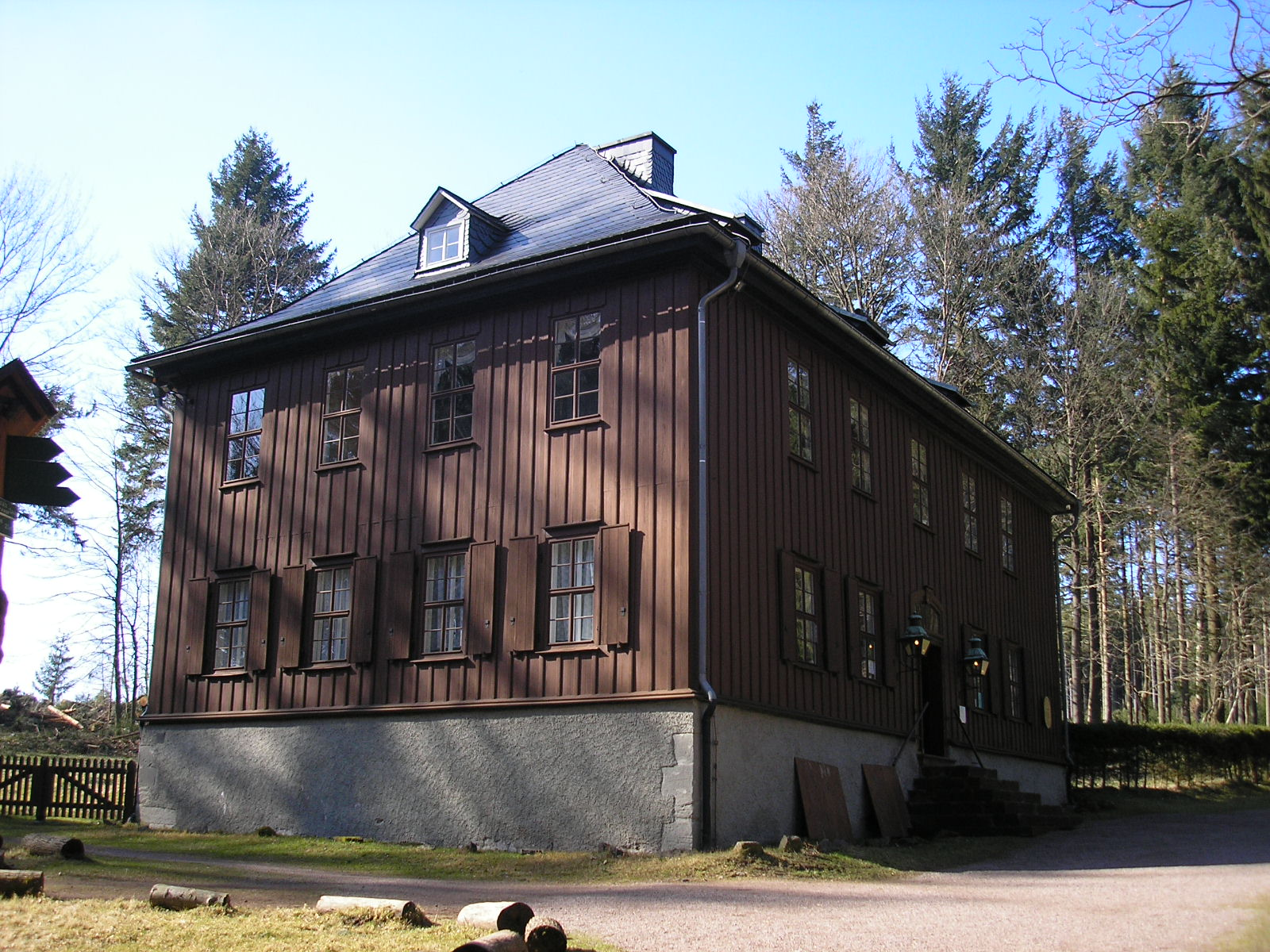
Das Jagdhaus Gabelbach

Das Jagdhaus Gabelbach ist ein Jagdschlösschen im Thüringer Wald unweit von Ilmenau. Es wurde 1783 erbaut und ist heute ein Goethe-Museum.

## Lage
Das Jagdhaus liegt am Gabelbach etwa drei Kilometer südlich von Ilmenau. In seiner Nachbarschaft befinden sich das Berghotel Gabelbach und der Kickelhahn. Das Jagdhaus Gabelbach ist eine Station des Goethewanderweg Ilmenau–Stützerbach. Es ist über die Straße von Ilmenau nach Frauenwald und Neustadt am Rennsteig zu erreichen.

## Geschichte
Das Jagdhaus Gabelbach wurde 1783 errichtet. Bauherr war Herzog Carl August von Sachsen-Weimar-Eisenach. Es trägt spätbarocke Züge, ist aber ein eher schlichter Bau. Zu Beginn des 19. Jahrhunderts wurde das Haus oftmals von Johann Wolfgang von Goethe besucht, der hier unter anderem naturwissenschaftliche Studien durchführte. Karl Ludwig von Knebel war während seiner Ilmenauer Zeit ebenfalls oft zu Gast im Jagdhaus.
Bei einem Besuch von Großherzogin Maria Pawlowna entstand 1852 die Idee, auf dem nahen Kickelhahn einen Aussichtsturm zu errichten, welche drei Jahre später verwirklicht wurde.
Das Gebäude diente später auch für Treffen der Gabelbach-Gemeinde, der Schriftsteller wie Joseph Victor von Scheffel, Friedrich Hofmann, Rudolf Baumbach oder Theodor Fontane angehörten bzw. nahestanden.
Das Haus gehörte bis 1920 dem Staat Sachsen-Weimar-Eisenach, danach dem Land Thüringen, ab 1952 dem Kreis Ilmenau und schließlich seit 1964 den Vorgängerorganisationen der Klassik Stiftung Weimar, die es 1969 als Museum zugänglich machte. 1995 wurde das Gebäude saniert. Seit 2008 ist die Stadt Ilmenau für das Museum Jagdhaus Gabelbach verantwortlich. Nach erneuter Sanierung im Jahr 2012 erfolgte die Einrichtung einer zusätzlichen Dauerausstellung im Erdgeschoss mit dem Titel: „Der Kickelhahn – Goethes Wald im Wandel“.

## Museum
Im Erdgeschoss vermittelt die neue Dauerausstellung „Der Kickelhahn – Goethes Wald im Wandel“ mit Hilfe zahlreicher audiovisueller Medien und authentischer Objekte umfangreiches Wissen zur Nutz-, Schutz- und Kulturfunktion des Kickelhahnreviers. Die Themen Natur, Umwelt und Jagd finden dabei besondere Anerkennung. Im Obergeschoss befindet sich der repräsentative Festsaal und die Schlaf- und Schreibkammer, die Johann Wolfgang von Goethe und Carl August von Sachsen-Weimar-Eisenach während ihrer Aufenthalte nutzten. Ein anderer Teil der 1969 eingerichteten Ausstellung widmet sich Goethes forst- und naturwissenschaftlichen Studien und der Jagdleidenschaft Carl-Augusts. Zu sehen ist unter anderem die Tür des abgebrannten Goethehäuschens, der Ort an dem das bedeutende Gedicht „Wandrers Nachtlied“ entstand.